# 哈吉·格來
哈吉·格來（1397年—1466年），克里米亞汗國奠基人，他說他是成吉思汗十一世孫，他本人是拔都兄弟禿花·帖木兒後人，他們的領土是克里米亞半島。
他即位後長期反對金帳汗國，他也支持立陶宛大公反金帳汗國。他應該是在1428年或1434年即位，第一枚格來王朝錢幣不早於1441年。
他也建立一面自己王朝的旗幟，他把首都定為巴赫切薩拉伊，克里米亞諸汗也居住於此。有子八人:雅儿道剌特，努儿道剌特，海达尔太子，忽鲁黑杰蛮，吉勒底什，明里·格来，雅木忽尔齐，兀兹帖木儿。有人說他本來以其子海達爾為太子，但在同年換了他，以另一子努兒道剌特為王，他死後骨殖埋在首都，他在克里米亞韃靼人中很受尊敬，人們給他一小名；melek，即是天使。

## 世系
成吉思汗
长子术赤
十三子秃花帖木儿
三子兀伦帖木儿
三子萨利查
库楚克斡黑兰
图莱克帖木儿
哈必奈
哈桑斡黑兰
穆罕默德
塔石帖木儿
贾哈尔速丁
哈吉·格来